# Robert Powell
Pour les articles homonymes, voir Robert Powell (tennis) et Powell.
Robert Powell est un acteur britannique né le 1er juin 1944 à Salford (Grand Manchester).
Il est notamment connu pour son interprétation du Christ dans le Jésus de Nazareth de Franco Zeffirelli.

## Biographie
Après être passé par la Manchester Grammar School et avoir fréquenté l'université de Manchester, Powell s’oriente vers l’art dramatique. Il décroche un petit rôle dans L'or se barre (The Italian Job). Il obtient son premier succès, en jouant le scientifique Toby Wren dans la série Doomwatch produite par la BBC en 1970. Dès lors, il enchaîne les rôles dans plusieurs feuilletons de la télévision britannique et devient un visage familier pour les téléspectateurs anglais.
Durant ces années où il continue d’être une valeur sûre du petit écran, il fait quelques timides incursions au cinéma, comme dans Mahler en 1974. Il joue également le capitaine Walker dans le film Tommy de Ken Russell en 1975.
Franco Zeffirelli le retient à la suite d’une seconde audition pour interpréter le Christ dans la série télévisée Jésus de Nazareth commandée par le pape Paul VI. Pour ce rôle, Powell est nommé pour un BAFTA Award et récolte le TV Times Best Actor award.
En 1978, Powell enchaîne avec le rôle de Richard Hannay dans une troisième version des 39 Marches, mais c'est un échec. En 1982, il remporte le prix du  meilleur acteur au festival de Venise pour son rôle dans Imperativ.

## Filmographie
- 1967 : Trois Milliards d'un coup (Robbery) de Peter Yates : Delta Tarin Guard
- 1969 : Walk a Crooked Path de John Brason : Mullvaney
- 1969 : Roses, Roses, All the Way (TV)
- 1969 : L'or se barre (The Italian Job) de Peter Collinson : Yellow
- 1969 : Tower of London: The Innocent (TV) : Earl of Warwick
- 1970 : The Wednesday Play (épisode : Season of the Witch) (TV) : Shaun
- 1970 : Hunting of Lionel Crane (TV) : Lionel Crane
- 1970 : Sentimental Education (feuilleton TV) : Frederic Moreau
- 1970 : Doomwatch (série télévisée) : Toby Wren (1970)
- 1971 : Jude l'obscur ("Jude the Obscure") (feuilleton TV) : Jude Fawley
- 1971 : Secrets de Philip Saville avec Jacqueline Bisset : Allan
- 1972 : Shelley d'Alan Bridges : Shelley
- 1972 : Running Scared de David Hemmings : Tom Betancourt
- 1972 : The Edwardians (en) avec Anthony Hopkins (feuilleton TV) : Charles Stewart Rolls
- 1972 : Asylum de Roy Ward Baker : Dr. Martin
- 1972 : Mrs. Warren's Profession (TV) : Frank
- 1972 : Mr. Rolls and Mr. Royce (TV) : Charles Stewart Rolls
- 1973 : Is Nellie Dead? (TV)
- 1973 : L'Esprit de la mort (The Asphyx) de Peter Newbrook : Giles Cunningham
- 1973 : Lady Killer (TV) : Paul Tanner
- 1973 : Caucasian Chalk Circle (TV)
- 1974 : Death to Sister Mary (TV) : Rook
- 1974 : Mahler de Ken Russell : Gustav Mahler
- 1975 : Tommy de Ken Russell : Captain Walker
- 1975 : Looking for Clancy (série télévisée) : Frank Clancy
- 1977 : Les Quatre Plumes blanches (en) (The Four Feathers) de Don Sharp avec Beau Bridges, Jane Seymour, Simon Ward (TV) : Jack Durrance
- 1977 : Jésus de Nazareth (mini-série) : Jésus
- 1977 : Au-delà du bien et du mal (Al di là del bene e del male) de Liliana Cavani avec Dominique Sanda, Erland Josephson, Virna Lisi : Paul Rée
- 1978 : Les 39 Marches (The Thirty-Nine Steps) de Don Sharp : Richard Hannay
- 1980 : Harlequin de Simon Wincer : Gregory Wolfe
- 1980 : Jane Austen à Manhattan de James Ivory avec Anne Baxter : Pierre
- 1981 : Pygmalion avec Twiggy (TV) : Professor Henry Higgins
- 1981 : Le Survivant d'un monde parallèle (The Survivor) de David Hemmings avec Joseph Cotten : Keller
- 1982 : L'Impératif (Imperativ) de Krzysztof Zanussi : Augustin
- 1982 : Le Bossu de Notre-Dame avec Lesley-Anne Down, Anthony Hopkins, Derek Jacobi, David Suchet (TV) : Phoebus
- 1983 : La Taupe (The Jigsaw Man) de Terence Young avec Michael Caine, Laurence Olivier, Susan George : Jamie Fraser
- 1984 : What Waits Below (en) de Don Sharp avec Timothy Bottoms, Lisa Blount : Rupert 'Wolf' Wolfsen
- 1984 : Frankenstein avec David Warner, Carrie Fisher, John Gielgud (TV) : Dr. Victor Frankenstein
- 1985 : D'Annunzio de Sergio Nasca : Gabriele D'Annunzio
- 1986 : Laggiù nella giungla de Stefano Reali
- 1986 : Shaka Zulu (feuilleton télévisé) : Dr. Henry Fynn
- 1988 : Hannay (série télévisée) : Richard Hannay
- 1990 : Romeo-Juliet : Romeo (voix)
- 1990 : Canned Carrott (série télévisée) : Dave Briggs (segment "The Detectives")
- 1990 : Pasternak (TV) : Boris Pasternak
- 1991 : The First Circle d'après Alexandre Soljenitsyne avec Christopher Plummer, F. Murray Abraham, Alexandra Stewart (TV) : Gleb Nershin
- 1991 : Merlin of the Crystal Cave (TV) : Ambrosius
- 1992 : The Golden Years (TV) : Hernan Cortez
- 1992 : Chunuk Bair de Dale G. Bradley : Sgt. Maj. Frank Smith
- 1992 : Il Segno del comando (TV) : Edward Foster
- 1992 : Das lange Gespräch mit dem Vogel (pl) de Krzysztof Zanussi avec Brigitte Fossey, Daniel Olbrychski (TV) : John Barth
- 1993 : The Mystery of Edwin Drood de Timothy Forder : Jasper
- 1993 : Kings and Queens of England Volume I (vidéo) : Narrator (voix)
- 1993 : The Detectives (série télévisée) : Detective Constable David 'Dave' Ian Lovelace Briggs
- 1993 : The Legends of Treasure Island (série télévisée) (voix)
- 1994 : Kings and Queens of England Volume II (vidéo) : Narrator (voix)
- 1997 : Pride of Africa (TV) : David Webb
- 1998 : Escape (série télévisée) : Narrator (voix)
- 2001 : Mudan Ting: The Peony Pavilion - A Kunju Opera (vidéo) : Storyteller (voix)
- 2004 : Miss Marple ep Meurtre au presbytère (TV) : Dr. Haydock
- 2005 : Colour Me Kubrick de Brian W. Cook avec John Malkovich : Robert
- 2005 : Hey Mr DJ de Danny Patrick : Jerome Jackson
- 2005 : Holby City (série TV) : Mark Williams